# Grace Ellen Barkey
Grace Ellen Barkey (Surabaya, 1958) is een choreografe, danseres en actrice die verbonden is aan Needcompany (Brussel).

## Opleiding
Grace Ellen Barkey studeerde dansexpressie en moderne dans aan de Theaterschool in Amsterdam. Na haar opleiding werkte ze als actrice en danseres. 

## Samenwerking met Jan Lauwers en Needcompany
Ze choreografeerde verscheidene producties vooraleer ze in 1986 samen met theatermaker / beeldend kunstenaar Jan Lauwers, haar levenspartner, de Brusselse Needcompany oprichtte. Ze werd de vaste choreografe van dat podiumkunstencollectief. Ze creëerde niet alleen de choreografie voor verschillende Needcompany-producties, maar acteerde ook in een aantal daarvan en in andere producties.

## Eigen artistiek werk
Sinds 1992 maakt ze ook haar eigen producties, die zich situeren op het grensvlak tussen theater, dans, performance en beeldende kunst. Met die producties heeft ze gestaag en met succes een internationale carrière uitgebouwd. Haar eerste stukken, One (1992), Don Quijote (1993) en Tres (1995) werden gecoproduceerd door Theater am Turm (Frankfurt). Don Quijote was geïnspireerd door de roman Don Quichot van La Mancha van Miguel de Cervantes en door Le Mythe de Sisyphe van Albert Camus, Tres door de geschriften van Jean Genet. Enkele jaren volgde Stories (1996), dat gebaseerd was op de roman Anna Karenina van Lev Tolstoj. Met de producties Rood Red Rouge (1998) en A Few Things (2000) werd het werk van Grace Ellen Barkey steeds internationaler. Few Things kreeg niet alleen in België veel bijval maar internationaal. Met (AND) (2002) vond de choreografe volgens publicist Pieter T’Jonck definitief haar eigen stem en oversteeg ze alle grenzen van theater, dans en muziek. Op basis van de voorstelling die daarop volgde, Chunking (2005), werd ze genomineerd voor de Cultuurprijzen van de Vlaamse Gemeenschap. Voor The Porcelain Project (2007) creëerde ze samen met Lot Lemm een porcelijnen installatie. In 2010 volgde This door is too small (for a bear), en in 2013 zowel MUSH-ROOM, waarvoor het Amerikaanse iconische avant-garde kunstcollectief The Residents de muziek schreef, als Raar? Maar Waar!, een dansvoorstelling voor kinderen. Enkele jaren later maakte ze de dansvoorstelling FOREVER (2016), op een interpretatie van Gustav Mahlers Der Abschied (uit Das Lied von der Erde). 
De producties van Grace Ellen Barkey zijn vaak surrealistisch en doordrongen van absurde humor doordat ze handelen over de grote mislukking, de tragedie van een clown, of de hulpeloze barbarij van de seksualiteit. Muziek neemt vaak een centrale dramaturgische plaats in, bv. muziek van John Cage voor One (1992), Sonic Youth voor Chunking (2005), Thomas Adès voor The Porcelain Project (2007), The Residents voor MUSH-ROOM (2013) en Gustav Mahler voor FOREVER (2016). De voorstellingen van Grace Ellen Barkey toerden in o.a. België, Chili, Colombia, Denemarken, Duitsland, Frankrijk, Griekenland, Groot-Brittannië, Italië, Mexico, Nederland, Oostenrijk, Polen, Portugal, Spanje, Zuid-Korea, Zweden en Zwitserland

## Lemm&Barkey
In 2004 startten Grace Ellen Barkey en beeldend kunstenares Lot Lemm naar aanleiding van hun nauwe artistieke samenwerking Lemm&Barkey op: ze ontwerpen kostuums (o.a. voor De kamer van Isabella (Jan Lauwers/Needcompany, 2004), concipiëren het concept, beeld en het decor voor de voorstellingen van Barkey en creëren museale installaties. 

## Privé
Barkey en Lauwers zijn de ouders van de actrice Romy Louise Lauwers.

## Producties
Eigen werk:
- One (Grace Ellen Barkey / Needcompany, 1992)
- Don Quijote (Grace Ellen Barkey / Needcompany, 1993)
- Tres (Grace Ellen Barkey / Needcompany, 1995)
- Stories (Histoires/ Verhalen) (Grace Ellen Barkey / Needcompany, 1997)
- ROODREDROUGE (Grace Ellen Barkey / Needcompany, 1998)
- De wonderbaarlijke Mandarijn (Grace Ellen Barkey / Needcompany, 1999)
- Few Things (Grace Ellen Barkey / Needcompany, 2000)
- AND (Grace Ellen Barkey / Needcompany, 2002)
- Chunking (Grace Ellen Barkey / Needcompany, 2005)
- The Porcelain Project (Grace Ellen Barkey / Needcompany, 2007)
- This door is too small (for a bear) (Grace Ellen Barkey / Needcompany, 2010)
- Raar? Maar Waar! (Grace Ellen Barkey / Needcompany, 2013)
- MUSH-ROOM (Grace Ellen Barkey / Needcompany, 2013)
- FOREVER (Grace Ellen Barkey / Needcompany, 2016)

Co-creaties:
- The Porcelain Project Installation (Lemm&Barkey / Needcompany, 2006)
- The Porcelain Object (Lemm&Barkey / Needcompany, 2008)
- 18 videos (Lemm&Barkey / Needcompany, 2012)
- The Time Between Two Mistakes (Jan Lauwers, Grace Ellen Barkey en Maarten Seghers / Needcompany, 2017)

Ander werk:
- Need to Know (Jan Lauwers / Needcompany, 1987): performer
- ça va (Jan Lauwers / Needcompany, 1989): performer
- Julius Caesar (Jan Lauwers / Needcompany, 1990): choreografie, performer
- Invictos (Jan Lauwers / Needcompany, 1991): performer
- Antonius und Kleopatra (Jan Lauwers / Needcompany, 1992): choreografie, performer
- Orfeo (Jan Lauwers / Needcompany, 1993): choreografie
- The Snakesong Trilogy – Snakesong / Le Voyeur (Jan Lauwers / Needcompany, 1994): performer
- Caligula (Jan Lauwers / Needcompany, 1997): performer
- Needcompany’s King Lear (Jan Lauwers / Needcompany, 2000): performer
- Images of Affection (Jan Lauwers / Needcompany, 2002): performer
- Goldfish Game (Jan Lauwers / Needcompany, 2002): performer
- No Comment (Jan Lauwers / Needcompany, 2003): performer
- The Lobster Shop (Jan Lauwers/Needcompany, 2006): performer
- The House of Our Fathers (München) (Jan Lauwers / Needcompany, 2007): performer
- Het Hertenhuis (Jan Lauwers / Needcompany, 2008): performer
- Sad Face | Happy Face, Een Trilogie (Jan Lauwers / Needcompany, 2008): performer
- The House of Our Fathers (Mannheim) (Jan Lauwers / Needcompany, 2011): performer
- The House of Our Fathers (Leuven) (Jan Lauwers / Needcompany, 2011): performer
- De kunst der vermakelijkheid — internationale versie (Jan Lauwers / Needcompany, 2011): performer
- De kunst der vermakelijkheid — Duitstalige versie (Jan Lauwers / Needcompany, 2011): performer
- Marktplaats 76 (Jan Lauwers / Needcompany, 2012): performer
- 25 Moves (Jan Lauwers / Needcompany, 2012): performer
- The House of Our Fathers (Herrenhausen) (Jan Lauwers / Needcompany, 2013): performer
- All Tomorrow’s Parties (Jan Lauwers / Needcompany, 2014): performer
- De blinde dichter (Jan Lauwers / Needcompany, 2015): performer
- The House of Our Fathers (Shanghai) (Jan Lauwers / Needcompany, 2016): performer
- Oorlog en terpentijn (Jan Lauwers / Needcompany, 2017): performer

- Library of Congress Control Number: no2011111961
- Nationale Bibliotheek van Israël: 987012502831805171
- RKD-Nederlands Instituut voor Kunstgeschiedenis: 421611
- Virtual International Authority File: 114149066529565601238
- WorldCat: E39PBJyWXhXcVCt3BkxVK4Dg8C